# Alessandra Sabattini
Alessandra Sabattini również Sandra Sabattini (ur. 19 sierpnia 1961 w Riccione, zm. 2 maja 1984 w Bolonii) – Błogosławiona Kościoła katolickiego.

## Życiorys
Urodziła się w bardzo religijnej rodzinie. Gdy miała 4 lata, rodzina przeprowadziła się na plebanię kościoła św. Hieronima w Rimini, gdzie jej wujek Giuseppe Bonini był proboszczem. Mając zaledwie 10 lat, Sandra zaczęła prowadzić pamiętnik. Odnaleziono w nim zdanie:

Życie bez Boga to tylko sposób na przemijanie, nudne czy zabawne, ale wypełnione oczekiwaniem na śmierć.

W wieku 12 lat wstąpiła do wspólnoty Jana XXIII i zaczęła brać aktywny udział w jej programie formacyjnym oraz prowadzonych działaniach charytatywnych. Po ukończeniu nauki w szkole rozpoczęła studia medyczne na uniwersytecie w Bolonii. Pragnęła również wyjechać do Afryki jako misjonarz medyczny.
Rankiem 29 kwietnia 1984 wysiadając z samochodu, aby wziąć udział w spotkaniu wspólnoty ze swoim chłopakiem i przyjacielem, została potrącona przez inny samochód. Została przyjęta do szpitala Bellaria w Bolonii, gdzie zmarła po trzech dniach w śpiączce, 2 maja 1984 w wieku 23 lat. 

## Proces beatyfikacyjny
Proces beatyfikacyjny odbywał się na szczeblu diecezjalnym od 27 września 2006 roku do 6 grudnia 2008 roku. W dniu 6 marca 2018 papież Franciszek zezwolił na ogłoszenie dekretu, na mocy którego Sandra Sabattini została ogłoszona Czcigodną Służebnicą Bożą. 
2 października 2019 Papież Franciszek oficjalnie uznał uzdrowienie Włocha Stefano Vitaliego za cud za wstawiennictwem Sandry, dzięki czemu nazwana została błogosławioną. Ceremonia beatyfikacji Sandry, początkowo wyznaczona na 14 czerwca 2020 w Rimini z powodu pandemii koronawirusa została przesunięta na nowy termin do ustalenia. Ostatecznie beatyfikacja Sandry odbyła się w dniu 24 października 2021 w Rimini.